# Solace (cràter)
Solace és un cràter d'impacte en el planeta Venus de 5,3 km de diàmetre. Porta el nom d'un antropònim llatí, i el seu nom va ser aprovat per la Unió Astronòmica Internacional el 2000.